# Бойкотт, Артур
Артур Бойкотт (англ. Arthur Edwin Boycott, 6 апреля 1877 года, Херефорд — 12 мая 1938 года, Юэн) — английский учёный-биолог. Известен открытием эффекта Бойкотта.

## Биография
Родился в семье юриста, был третьим сыном. Учился в Ориель-колледже — одном из колледжей Оксфордского университета.
В 1892 году, в возрасте 15 лет, написал первую научную статью, посвященную моллюскам Херефорда. Интерес к этой теме сохранил на всю жизнь, особенно значительный вклад внёс в изучение прудовика вытянутого (Radix peregra). С 1897 года действительный член Конхологического общества Великобритании и Ирландии, в 1916—1918 гг. его президент.
В 1903 году, после получения докторской степени в области медицины, был избран членом Брасенос-колледжа. В 1914 году был избран членом Королевского общества.
В 1912 году он отправился в Манчестер, где занял должность профессора патологии в университете. В 1915 году он переехал в Радлет (Хартфордшир) в связи с назначением профессором патологии в больнице Университетского медицинского колледжа.
В 1928 году был президентом Королевского общества медицины.
Работал до 1934 года, когда плохое состояние здоровья (у него развился туберкулёз) заставило его отойти от активной профессиональной деятельности. С 1935 года жил в Юэне недалеко от Сайренсестера.
В течение последних семи месяцев был прикован к постели.

## Научные интересы
Изучая оседание эритроцитов крови, обнаружил заметное увеличение скорости осаждения в наклонно расположенных пробирках. Эта зависимость теперь носит его имя (Бойкотта эффект).

## Интересные факты
На рубеже 1880—1890-х гг. Бойкотт взял почитать в библиотеке Херефордской католической школы, где тогда учился, книгу У. Б. Карпентера «Микроскоп и его откровения», и не вернул её. Книга была обнаружена в 2016 году при разборе семейного архива внучкой учёного и возвращена ею в библиотеку. Библиотека приняла решение не взимать с наследников Бойкотта штраф за просроченный возврат книги, который составил бы 7446 фунтов стерлингов.